# Redjem Demouche
Redjem Demouche est une commune de la wilaya de Sidi Bel Abbès en Algérie.